# Phreatia gracilis
Phreatia gracilis är en orkidéart som beskrevs av Rudolf Schlechter. Phreatia gracilis ingår i släktet Phreatia och familjen orkidéer. Inga underarter finns listade i Catalogue of Life.